# Hoploscopa titika
Hoploscopa titika is een vlinder uit de familie van de grasmotten (Crambidae), uit de onderfamilie van de Hoploscopinae. De wetenschappelijke naam van deze soort is voor het eerst gepubliceerd in 2020 door Théo Léger en Matthias Nuss.
De voorvleugellengte varieert van 9 tot 10 millimeter.
De soort komt voor in het noorden van Sumatra (Indonesië).